# Фаланукові
Фаланукові (Eupleridae) — родина мадагаскарських хижаків з підряду котовиді, яка нині містить 3 види вівероподібних тварин (підродина Euplerinae) і 4 види мангустоподібних тварин (підродина Galidiinae). Фаланукові до недавнього часу поміщались у родинах Viverridae або Herpestidae. Ці тварини дуже стародавні й унікальні, вони жили на Мадагаскарі ще 18—24 мільйони років тому.

## Опис родини
Найпоширеніший і найбільший сучасний вид родини це Фоса (Cryptoprocta ferox), зовні вона нагадує представників роду пума. Це нічні та деревні тварини з втяжними кігтями. Їх раціон охоплює безліч дрібних хребетних, і вони вважаються головними хижаками малих лемурів. Менша, наземна Fossa fossana є теж нічною твариною із широким раціоном, що включає дрібних ссавців, жаб, крабів і комах. Рідкісні Eupleres goudotii мають зубний ряд, що складається з коротких конічних зубів, які використовуються для хапання дощових черв'яків, равликів та інших безхребетних. П'ять видів підродини Galidiinae мають вагу від 500 грамів до 2 кілограмів. Денний вид Galidia elegans, що має рудий хвіст із темними поперечними смугами, харчується невеликими сімейними групами, а здобиччю є дрібні хребетні й безхребетні. Коли сімейна група рухається тропічним лісом із густим підліском, то триматися разом їм допомагає високий короткий свист.

## Склад родини
- Підродина фаланукових (Euplerinae)
  - Фоса (Cryptoprocta ferox)
  - Фоса гігантська (Cryptoprocta spelea) †
  - Фаланук (Eupleres goudotii)
  - Фаналока (Fossa fossana)
- Підродина Галідієві (Galidiinae)
  - Мангуста кільцехвоста (Galidia elegans)
  - Мангуста широкосмуга (Galidictis fasciata) (у т. ч. Galidictis grandidieri)
  - Мангуста вузькосмуга (Mungotictis decemlineata)
  - Мангуста бурохвоста (Salanoia concolor) (у т. ч. Salanoia durrelli)

## Галерея

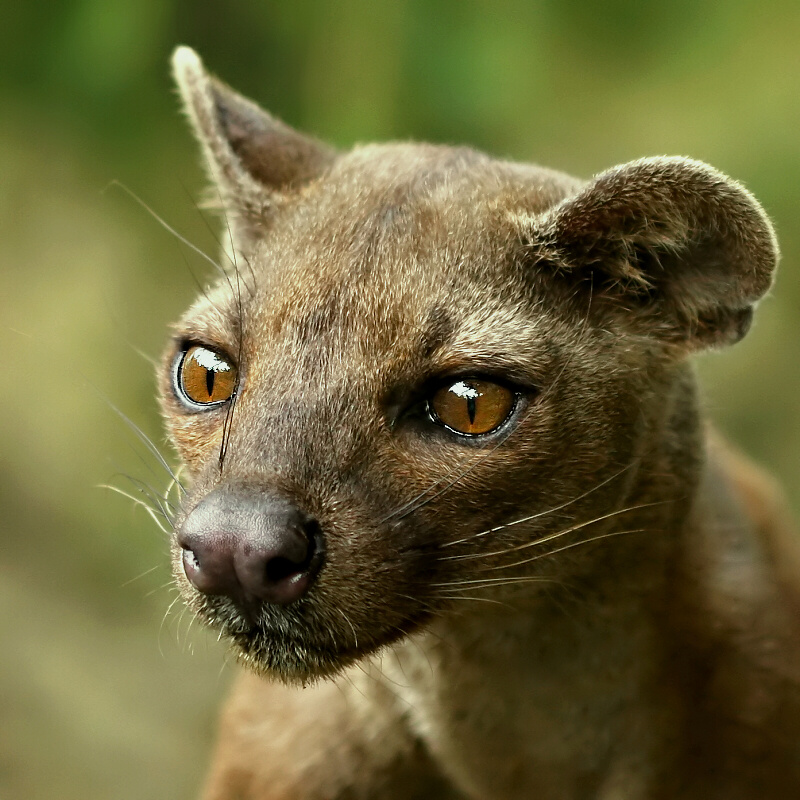
Фоса (Cryptoprocta ferox)
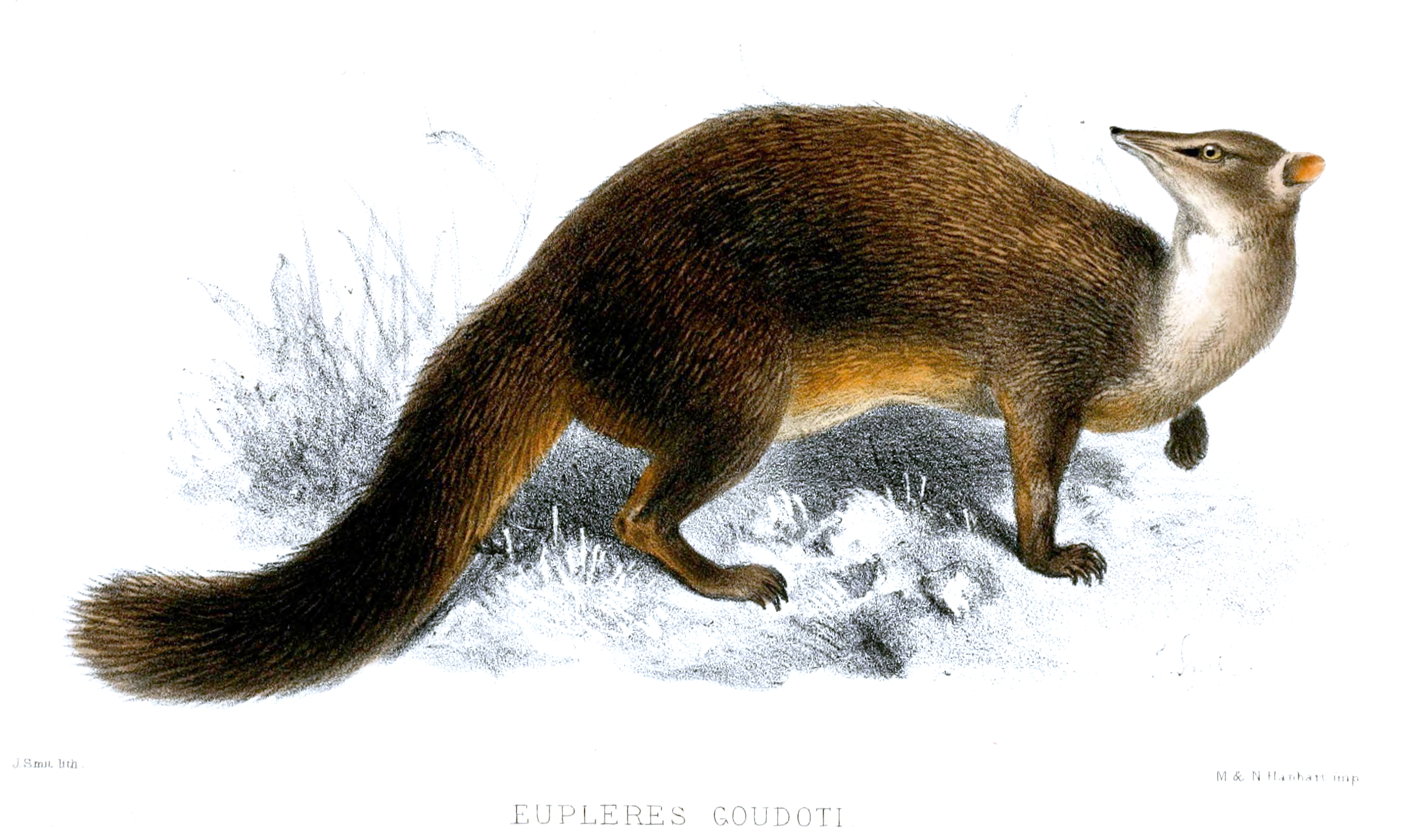
Фаланук (Eupleres goudotii)
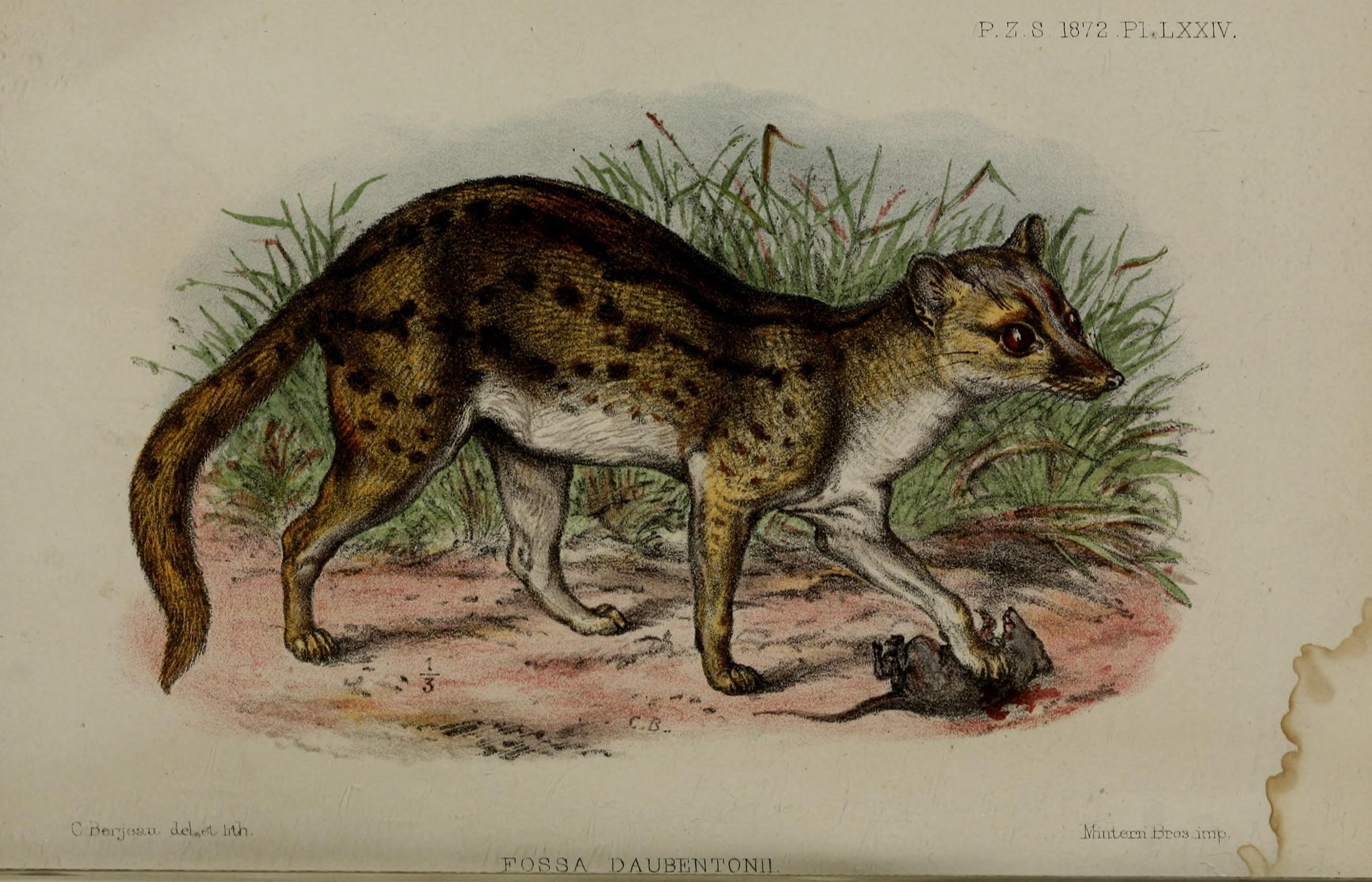
Фаналока (Fossa fossana)

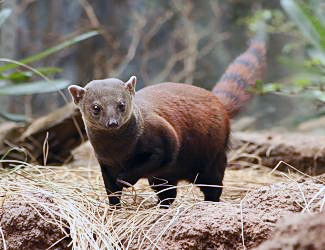
Galidia elegans
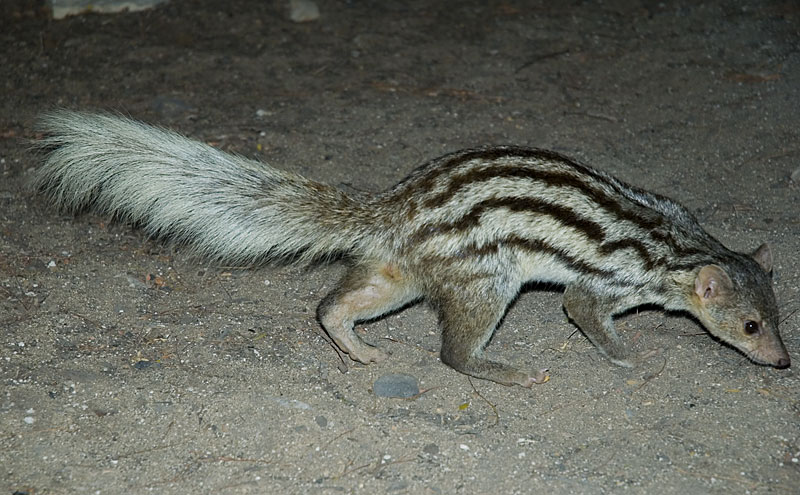
Galidictis grandidieri
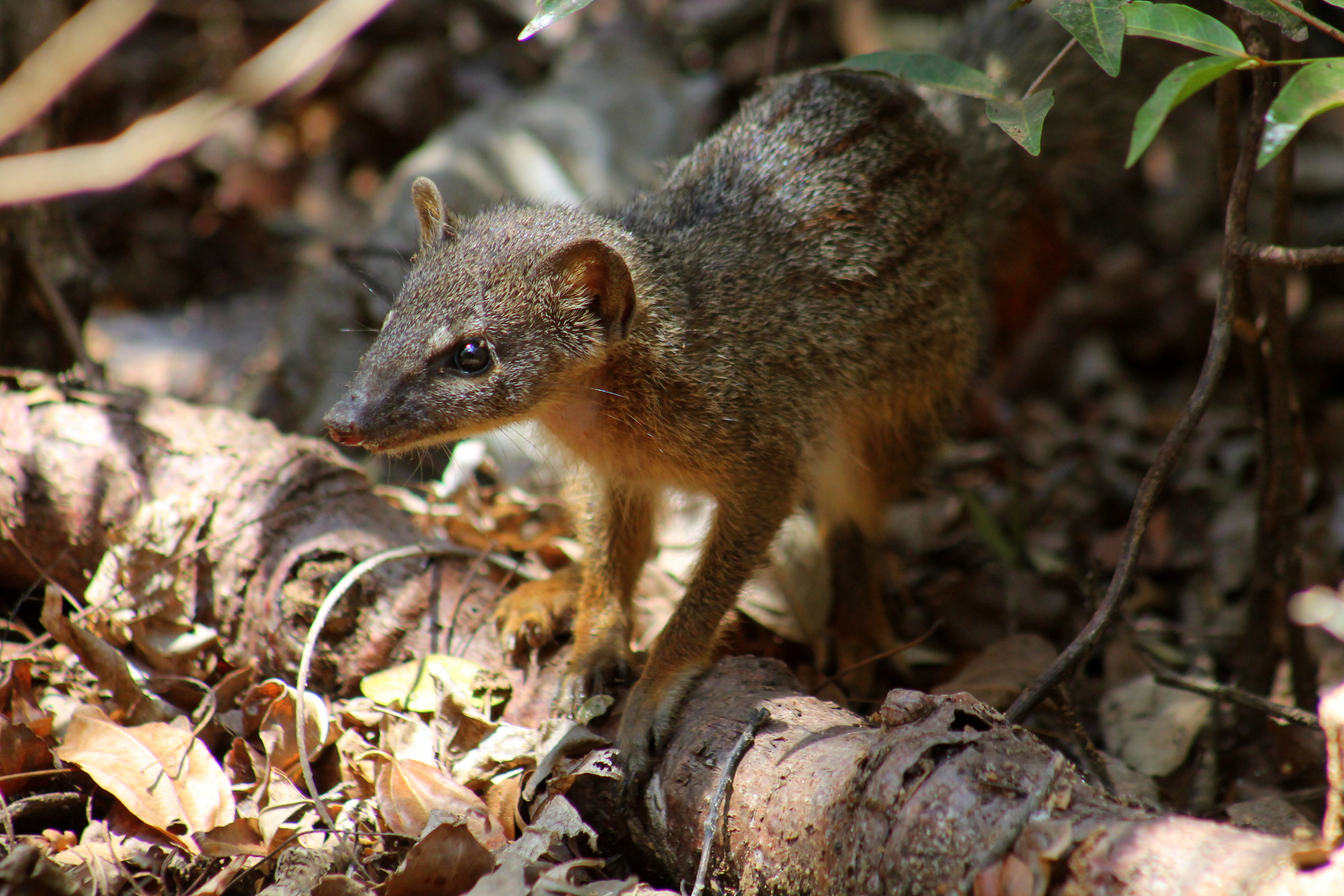
Mungotictis decemlineata
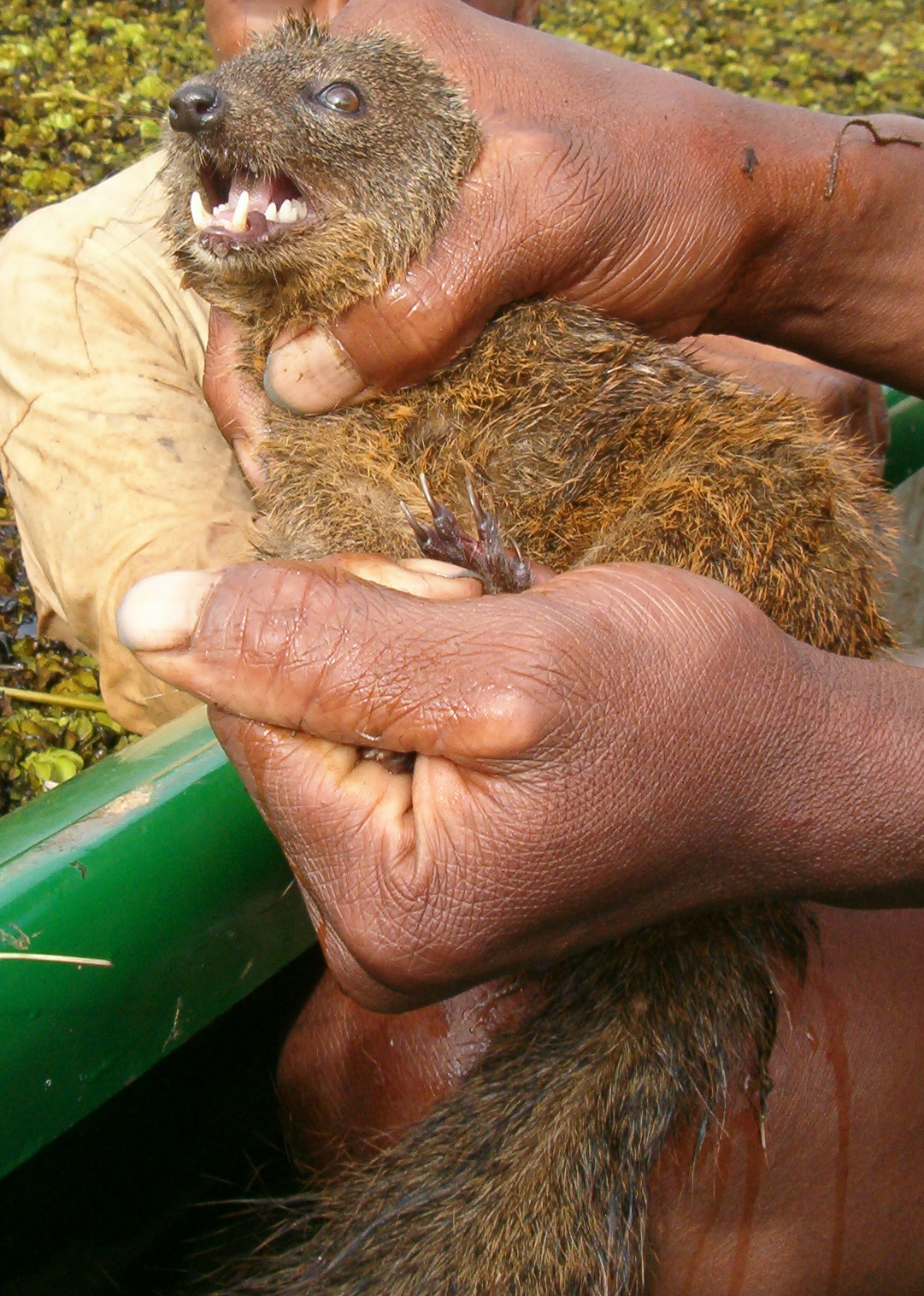
Salanoia durrelli